# فرودگاه رایانس کریک
فرودگاه رین س کریک (به انگلیسی: Ryan's Creek Aerodrome) یک فرودگاه همگانی با کد یاتا IVC است . این فرودگاه در کشور نیوزیلند قرار دارد و در ارتفاع ۸۸ متری از سطح دریا واقع شده است.

## شرکت‌های هواپیمایی و مقصدهای پروازی
| شرکت‌های هواپیمایی    | مقصدهای پروازی |
| -------------------- | -------------- |
| استوارت آیلند فلایتز | اینورکارگیل    |